# Ezeiza (partido)
Pour les articles homonymes, voir Ezeiza.
Ezeiza est un partido de la province de Buenos Aires dont la capitale est Ezeiza.
Le partido fait partie du groupe des 24 partidos de la Province de Buenos Aires constituant le Grand Buenos Aires avec la capitale fédérale. Son chef-lieu est Ezeiza. L'aéroport international Ministro-Pistarini d'Ezeiza se situe dans le partido.